# Departure (Journey)
| Recensione                        | Giudizio   |
| --------------------------------- | ---------- |
| AllMusic                          | [ 2 ]      |
| The New Rolling Stone Album Guide | [ 3 ]      |
| Sputnikmusic                      | 2.0 (Poor) |
| Dizionario del Pop-Rock           | [ 5 ]      |
| 24.000 dischi                     | [ 6 ]      |

Departure è il sesto album della band Journey, pubblicato il 23 marzo 1980 dalla Columbia Records.
L'album raggiunse l'ottava posizione della chart statunitense The Billboard 200.

## Tracce
Lato A
1. Any Way You Want It – 3:21 (Steve Perry, Neal Schon)
2. Walks Like a Lady – 3:16 (Steve Perry)
3. Someday Soon – 3:32 (Steve Perry, Gregg Rolie, Neal Schon)
4. People and Places – 5:04 (Steve Perry, Neal Schon, Ross Valory)
5. Precious Time – 4:48 (Steve Perry, Neal Schon)

Lato B
1. Where Were You – 2:59 (Steve Perry, Neal Schon)
2. I'm Cryin' – 3:49 (Steve Perry, Gregg Rolie)
3. Line of Fire – 3:04 (Steve Perry, Neal Schon)
4. Departure – 0:38 (Neal Schon)
5. Good Morning Girl – 1:43 (Steve Perry, Neal Schon)
6. Stay Awhile – 2:48 (Steve Perry, Neal Schon)
7. Homemade Love – 2:53 (Steve Perry, Neal Schon, Steve Smith)

Edizione CD del 2009, pubblicato dalla Columbia Records (82876895442)
1. Any Way You Want It – 3:22 (Steve Perry, Neal Schon)
2. Walks Like a Lady – 3:17 (Steve Perry)
3. Someday Soon – 3:32 (Steve Perry, Gregg Rolie, Neal Schon)
4. People and Places – 5:05 (Steve Perry, Neal Schon, Ross Valory)
5. Precious Time – 4:49 (Steve Perry, Neal Schon)
6. Where Were You – 3:01 (Steve Perry, Neal Schon)
7. I'm Cryin' – 3:43 (Steve Perry, Gregg Rolie)
8. Line of Fire – 3:06 (Steve Perry, Neal Schon)
9. Departure – 0:38 (Neal Schon)
10. Good Morning Girl – 1:44 (Steve Perry, Neal Schon)
11. Stay Awhile – 2:48 (Steve Perry, Neal Schon)
12. Homemade Love – 2:54 (Steve Perry, Neal Schon, Steve Smith)
13. Natural Thing – 3:43 (Ross Valory, Steve Perry) – Bonus Track
14. Little Girl – 5:47 (Gregg Rolie, Neal Schon, Steve Perry) – Bonus Track - Dalla colonna sonora del film: Yume, Yume No Ato (1981)[9]

## Formazione
- Steve Perry - voce solista
- Gregg Rolie - tastiere, armonica, voce
- Neal Schon - chitarre, voce
- Ross Valory - basso (chitarra-basso), basso a pedali, voce
- Steve Smith - batteria, percussioni

Note aggiuntive
- Geoff Workman e Kevin Elson - produttori
- Registrato dal 5 al 12 novembre del 1979 al The Automatt di San Francisco, California
- Geoff Workman - ingegnere delle registrazioni e del mixaggio
- Kevin Kessie - secondo ingegnere
- Jim Welch - direzione e produzione grafica album
- Kelley - cover art
- Mouse - lettering
- Peter Ogilvie - fotografie
- Tena Schon - make-up[10]